# Tekellatus
Tekellatus lamingtoniensis es una especie de araña araneomorfa de la familia Cyatholipidae. Es la única especie del género monotípico Tekellatus.  Es nativa de Australia en Queensland.